# Acer drummondii
Acer drummondii é uma espécie de árvore do gênero Acer, pertencente à família Aceraceae.